# 福島市松川学習センター
福島市松川学習センター（ふくしまし まつかわがくしゅうセンター）は、福島県福島市にある生涯学習施設である。

## 概要
福島市学習センター条例に基づき設置された学習センターの一つであり、福島市松川町、福島県道52号土湯温泉線沿いに位置する。現在地への移転以前の2005年に市条例が改正される前までは福島市松川公民館として利用されており、松川地区住民の生涯学習の拠点として利用されてきた。建物は福島市役所松川支所との合築となっている。

## 施設
1階
- 和室
- 図書室（福島市立図書館分館）
- 実習室
- 多目的ホール
- 福島市役所松川支所

2階
- 研修室1～3
- 食品検査コーナー
- 大会議室
- 太陽光発電スペース

## 沿革
- 1966年6月 - 信夫郡松川町が福島市に編入合併されたことから福島市松川公民館が設置される。
- 1967年4月 - 福島市公民館設置条例の改正により、市内7つの公民館本館の一つとして松川公民館の設置が決定する。
- 1975年11月 - 新しい松川公民館が落成する。
- 1979年10月 - 増改築が行われ落成する。
- 2005年4月 - 福島市公民館条例が廃止され福島市学習センター条例が施行される。これにより従来の福島市松川公民館が福島市松川学習センターへ改称される。
- 2015年2月 - 現在地に市役所支所との合築として移転新築され開館する。

## 開館
- 開館時間 - 午前9時～午後9時（未登録団体の専用使用は午後5時45分まで）
- 休館日 - 毎週火曜日、国民の祝日、12月29日から翌年1月3日まで

## アクセス
- 福島交通バス二本松行 松川本町停留所より徒歩10分、または松川西幼稚園経由水原行 松川支所停留所より徒歩1分。

## 周辺
- 松川郵便局
- 松川中央医院
- 福島市南部学校給食センター
- 美郷ガーデンシティ
- 福島県道52号土湯温泉線